# Malitbog
Malitbog es un municipio filipino de segunda categoría, situado al norte de la isla de Mindanao. Forma parte de  la provincia de Bukidnon situada en la Región Administrativa de Mindanao del Norte. Para las elecciones está encuadrado en el primer distrito electoral.

## Barrios
El municipio  de Malitbog se divide, a los efectos administrativos, en 11 barangayes o barrios, conforme a la siguiente relación:
| - Kalingking - Kiabo - Mindagat | - Omagling - Patpat - Población | - Sampiano - San Luis - Santa Inés | - Siloo - Sumalsag |  |

## Historia
Los primeros pobladores pertenecían a la etnia bukidnon quienes establecieron un pequeño asentamiento a lo largo de un manantial llamado Abo-en.
El nombre fue cambiado a Malitbog, río fuente principal de la pesca,  sustento  de los nativos

### Influencia española
La provincia de Misamis, creada en 1818,   formaba  parte del Imperio español en Asia y Oceanía (1520-1898). Estaba dividida en cuatro partidos.

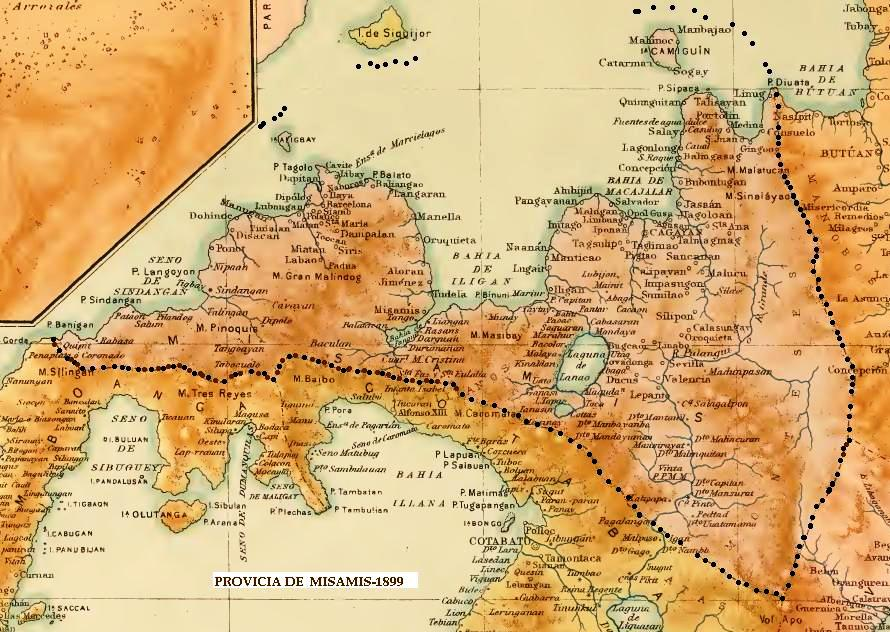
El distrito 2.º de Misamis en 1899

A principios del siglo XX la isla de Mindanao se hallaba dividida en siete distritos o provincias, uno de los cuales era el distrito 2.º de Misamis, su capital era la villa de Cagayán de Misamis y del mismo dependía la comandancia de Dapitan.
Uno de sus pueblos era Tagoloán que entonces contaba con una población de 8,198 almas, con las visitas de Agusan, situado en la costa Norte, en la bahía de Macajalar o Macabalán, San Martín, Minsoro, Malibog, Pamplona, Silo y Santa Ana;

### Ocupación estadounidense

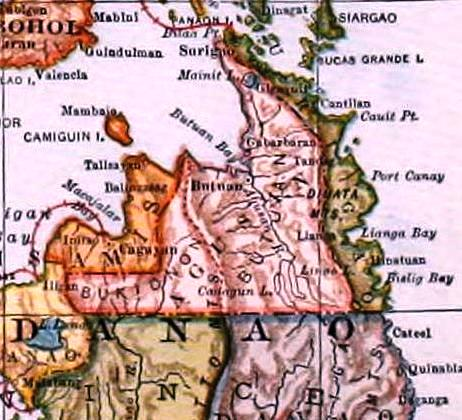
Agusan en 1921

Una vez pacificado el territorio, el gobierno civil de la  provincia de Misamis fue establecido el 15 de mayo de 1901 incluyendo la subprovincia de Bukidnon.
En 1907  se crea la provincia de Agusan incluyendo  Bukidnon en su territorio.
En septiembre de 1914, al crearse el Departamento de Mindanao y Joló , Bukidnon  se convierte en una de sus siete provincias.
Malibog era uno de los once distritos municipales de esta provincia, tal como figura en la División Administrativa de Filipinas de 1916 y también en el plano del censo de 1918.

### Independencia
El 25 de junio de 1963 Malibog se convierte en municipio.